# Game Maker
Game Maker è un ambiente di sviluppo integrato per lo sviluppo di videogiochi, originariamente creato nel 1999 dal professor Mark Overmars e successivamente sviluppato da YoYo Games.
Game Maker ("creatore di giochi" in inglese) mette a disposizione due metodi di programmazione: a icone e a codice. Il primo è rivolto ai principianti dove grazie a icone da trascinare con il mouse è possibile creare giochi anche senza conoscere nessun linguaggio di programmazione. Il secondo mette a disposizione il Game Maker Language, un linguaggio di programmazione con la sintassi basata sull'unione dei linguaggi Delphi, Java, Pascal, C e C++.
È possibile estendere le funzioni del programma, utilizzando i file Dynamic-link library (DLL). È inoltre possibile creare delle GEX, vale a dire delle librerie scritte in Game Maker Language da usare esclusivamente in Game Maker.
Esempi di giochi di rilievo realizzati con Game Maker sono Maldita Castilla, Spelunky, Hotline Miami, Undertale e Deltarune.

## Game Maker
La versione Lite di Game Maker è totalmente gratuita, tuttavia non è possibile usufruire di tutte le funzioni che il programma offre. Game Maker Standard 8.1 era acquistabile direttamente dal sito ufficiale o dal sito dello sviluppatore YoYo Games e contiene tutte le funzioni presenti nel programma, inclusa la grafica 3D. Lo sviluppo di questa versione è stato interrotto a favore di Game Maker: Studio.

## Game Maker Mac
La versione Mac permette di creare giochi stand-alone per macOS. Questa versione si basa sulla precedente versione di Game Maker Standard (vale a dire la 7), perciò non sono presenti tutte le funzionalità della versione per Microsoft Windows (si può notare infatti il prezzo inferiore). Se tuttavia si vuole sviluppare giochi per macOS, esiste il modulo di esportazione macOS per Game Maker: Studio, che ha raggiunto livelli superiori di Game Maker per Microsoft Windows.

## Game Maker: Studio
La versione Studio (l'unica versione tuttora in sviluppo) permette di esportare i propri giochi per numerose piattaforme, quali Microsoft Windows, Ubuntu, MacOS, iOS, Android (con supporto a Ouya), Windows Phone 8, Tizen e HTML5 partendo da un solo codice sorgente scritto in Game Maker Language. Sono stati fatti notevoli progressi dalla versione precedente, come l'aggiunta di un vero e proprio compilatore, la possibilità di utilizzare gli shader o la riscrittura totale del sistema multiplayer. Sono disponibili differenti versioni di Game Maker: Studio con differenti prezzi e funzionalità.

### Free
La versione Free è gratuita e permette di testare il programma. È disponibile infatti a solo scopo dimostrativo. Ci sono diverse restrizioni, come la sola possibilità di esportare per Microsoft Windows oppure MacOS.

### Standard
Questa versione elimina tutte le restrizioni della versione Free ma certe features della versione Professional, come la gestione delle pagine di texture, sono bloccate.

### Professional
Sblocca totalmente il programma e lo rende senza limitazioni.

### Master
Questa versione propone le stesse funzionalità della versione Professional ma include tutti i moduli di esportazione disponibili e tutti i futuri moduli distribuiti saranno accessibili gratuitamente.
Per aggiungere la funzionalità di esportare in altre piattaforme è necessario acquistare i rispettivi moduli. Ogni modulo varia di prezzo.
Sono previste altre piattaforme di esportazione in futuro ed è possibile proporre suggerimenti al team di YoYo Games su cosa aggiungere e togliere in Game Maker: Studio.

## Requisiti minimi di sistema
I requisiti minimi di Game Maker per far funzionare la maggior parte dei giochi creati con esso sono:
Requisiti per Game Maker: Studio 1.x:
- Windows XP, Windows Vista, Windows 7 o Windows 8
- Scheda video con almeno 128 MB di RAM
- 512 MB di memoria RAM
- risoluzione dello schermo per l'IDE 1024×600 (o maggiore)

Requisiti per Game Maker 8.x:
- Windows 2000, Windows XP, Windows Vista, o Windows 7
- DirectX 8 o successive
- Scheda video compatibile con le DirectX 8 e con almeno 32 MB di RAM
- Processore di classe Pentium o successivo
- Scheda audio compatible con DirectX 8
- 128 MB di memoria RAM
- risoluzione dello schermo 800×600 (o maggiore) con colori a 16 o 32 bit

Requisiti per Game Maker 7.x:
- Windows 2000, Windows XP, o Windows Vista
- DirectX 8 o successive
- Scheda video compatibile con le DirectX 8 e con almeno 32 MB di Ram
- Processore di classe Pentium o successivo
- Scheda audio compatible con DirectX 8
- 128 MB di memoria RAM
- risoluzione dello schermo 800×600 (o maggiore) con colori a 16 o 32 bit

Requisiti per Game Maker 6.x:
- Windows 98, Windows Me, Windows 2000 o Windows XP
- DirectX 7 o successive
- Scheda video compatibile con le DirectX 7 e con almeno 16 MB di Ram (raccomandati 32)
- Processore di classe Pentium o successivo
- Scheda audio compatible con DirectX 7
- 64 MB di memoria RAM
- risoluzione dello schermo 800×600 (o maggiore) con colori a 16 o 32 bit

Requisiti per Game Maker 5.x:
- Windows 95, Windows NT 4.0, Windows 98, Windows Me, Windows 2000 o Windows XP
- DirectX 6 o successive
- Processore di classe Pentium o successivo
- risoluzione dello schermo 800×600 (o maggiore) con colori a 16 o 32 bit